# Rejane Goulart
Rejane Goulart, nome de batismo: Rejane Vieira Costa (Cachoeira do Sul, 15 de novembro de 1954 – Rio de Janeiro, 26 de dezembro de 2013), foi uma atriz e rainha da beleza brasileira, Miss Brasil e segunda colocada no Miss Universo 1972.
Nascida em Cachoeira do Sul, no Rio Grande do Sul, Rejane  criou-se na cidade de Pelotas, no mesmo estado, onde levava uma vida simples. Aos 17 anos de idade, quando trabalhava como vendedora numa loja de calçados, foi descoberta por clientes do local e convidada para participar do concurso Miss Pelotas. Após a vitória no concurso, participou do Miss Rio Grande do Sul, no qual também obteve o primeiro lugar, o que a levou ao Miss Brasil, que venceu em 23 de junho, sendo eleita para representar o país no Miss Universo daquele ano. Neste concurso, obteve o segundo lugar, perdendo o título para a australiana Kerry Anne Wells. Na volta de Porto Rico, onde se tornou a quarta brasileira segunda colocada no Miss Universo, Rejane recebeu uma recepção apoteótica em Porto Alegre, desfilando em carro aberto pelas ruas da cidade sob chuva de papel picado.

## Carreira artística
Mais de uma década após seu reinado, começou sua carreira de atriz nas telenovelas da Rede Globo com o nome de Rejane Goulart, sobrenome de casada. Em 1985, estreou em Ti Ti Ti e nos anos seguintes participou de várias outras como Felicidade (1991-92), A Viagem (1994) e Era uma vez (1998). Atuou também no cinema, ao lado de Grande Otelo, no filme Negrinho do Pastoreio.
Depois de 12 anos fora da televisão, retornou às telas na Rede Record, emissora na qual interpretou a personagem Larissa na telenovela Ribeirão do Tempo (2010-2011).

## Filmografia

### Televisão
| Ano       | Título             | Personagem        | Notas                                 |
| --------- | ------------------ | ----------------- | ------------------------------------- |
| 1974-1977 | Jornal Nacional    |                   | Como Jornalista na Afiliada TV Gaúcha |
| 1977-1982 | Planeta dos Homens |                   | Varios personagens                    |
| 1981-1987 | Viva o Gordo       |                   |                                       |
| 1982      | Estúdio A..Gildo!  |                   |                                       |
| 1983      | A Festa é Nossa    |                   |                                       |
| 1984      | Humor Livre        |                   |                                       |
| 1985      | Ti Ti Ti           | Mônica            |                                       |
| 1987      | Mandala            | Beatriz           |                                       |
| 1990      | La Mamma           | Irmã Gertrudes    |                                       |
| 1990      | A, E, I, O... Urca | Mulher Misteriosa |                                       |
| 1991      | Felicidade         | Eliana            |                                       |
| 1992      | De Corpo e Alma    | Júlia             |                                       |
| 1994      | Você Decide        | —                 | Episódio: "O legado"                  |
| 1994      | A Viagem           | Júlia             |                                       |
| 1996      | Vira Lata          | Maria Clara       |                                       |
| 1998      | Era Uma Vez...     | Nilda             |                                       |
| 1999      | Vila Madalena      | Mirtes            |                                       |
| 2010      | Ribeirão do Tempo  | Larissa Castro    |                                       |

### Cinema
| Ano  | Título                   | Personagem | Notas |
| ---- | ------------------------ | ---------- | ----- |
| 1973 | O Negrinho do Pastorinho | Moça       |       |

## Morte
Rejane morreu em 26 de dezembro de 2013, aos 59 anos de idade, em decorrência de um acidente vascular cerebral. Ela se recuperava de uma trombose sofrida na perna após uma queda, ocorrida em abril do mesmo ano. Deixou dois filhos: Rodrigo, fruto do casamento com Rubens Goulart, e Júlia, da relação com o diretor de produção Ítalo Granato. Amigos afirmaram que ela tomava medicamentos para hipertensão arterial e era bastante ansiosa. O uso de remédios aumentou após a descoberta de um aneurisma.